# أحمد آدم صلاح
أحمد آدم صلاح هو عداء مراثوني سوداني، ولد في 10 يناير 1966.

## وصلات خارجية
- أحمد آدم صلاح على موقع الاتحاد الدولي لألعاب القوى (الإنجليزية)
- أحمد آدم صلاح على موقع أوليمبيديا (الإنجليزية)